# Zweiter Erdmond
Ein zweiter Erdmond ist ein hypothetischer, zusätzlich zum Erdmond vorhandener weiterer natürlicher Satellit der Erde, dessen vergangene oder gegenwärtige Existenz Gegenstand von Hypothesen oder Fiktion sein kann. Ein solcher müsste die Erde innerhalb ihrer Hill-Sphäre umrunden, also mit einer maximalen Entfernung von etwa 1.500.000 Kilometern (etwa des 4-fachen des mittleren Erde-Mond-Abstandes). Tatsächlich kann die heutige Existenz eines solchen Objektes ab einer Größe von wenigen Metern ausgeschlossen werden. Dies ist das Ergebnis von systematischen Suchen, wie sie beispielsweise bereits 1903 von William Henry Pickering durchgeführt wurden.

## Tatsächliche zweite Erdmonde
Es gibt Asteroiden, deren Bahnen beim nahen Vorübergang an der Erde so gestört werden, dass sie einige Monate oder Jahre bei ihrem Umlauf um die Sonne in der Nähe der Erde bleiben und diese dabei von der Erde aus gesehen einige Male umrunden. Sie nehmen dabei keine langfristig stabilen Umlaufbahnen um die Erde ein, die sie als („eingefangenen“, ggf. irregulären) Satelliten qualifizieren würden, können aber als „temporäre Monde“ bezeichnet werden. Stand 2024 wurden dreimal temporäre Monde beobachtet:
- 2006 RH120 umkreiste die Erde 2006–2007 vier Mal. Er war etwa 2–3 Meter groß.[4]
- 2020 CD3 umkreiste die Erde 2017/2018 bis 2020 als Mond. Er war ebenfalls etwa 2–3 Meter groß.[5]
- Der vom 29. September bis zum 25. November 2024 für etwa zwei Monate auf einer hufeisenförmigen Bahn um die Erde ziehende 2024 PT5 mit etwa 10 Meter Durchmesser[6] wurde in der Presse ähnlich bezeichnet.[7] Im Jahr 2055 wird dieser erneut in die Nähe der Erde gelangen.

Gemäß einigen Berechnungen, die jedoch wegen chaotischer Bahnbedingungen in ihrer Genauigkeit begrenzt sind, könnte der etwa 10–30 Meter große 2003 YN107 im Jahr 2120 von der Erde eingefangen und dann zu einem echten zweiten Erdmond werden.

## Fälschlich als „zweiter Erdmond“ bezeichnete sonstige Himmelskörper
Erdbahnkreuzer wie die Asteroiden 2002 AA29, 2003 YN107 und (3753) Cruithne bzw. Erd-Trojaner wie der Asteroid (706765) 2010 TK7 werden in der nichtwissenschaftlichen Presse gelegentlich fälschlicherweise als „zweite Erdmonde“ bezeichnet, obwohl sie die Sonne (wenn auch in ähnlicher oder gleicher Umlaufzeit wie die Erde) und nicht etwa die Erde umkreisen.

## Möglicher zweiter Erdmond in der fernen Vergangenheit
2011 haben einige Wissenschaftler die Theorie aufgestellt, dass die Erde kurz nach ihrer Entstehung tatsächlich zwei Monde hatte. Nach wenigen Millionen Jahren soll der kleinere der beiden Monde mit dem größeren kollidiert sein, womit die erheblichen Unterschiede zwischen Mondvorder- und Mondrückseite erklärt werden können. Eine 2019 veröffentlichte Untersuchung nennt jedoch hierfür den Einschlag eines Zwergplaneten als bevorzugte Erklärung.

## Unbestätigte historische Beobachtungsbehauptungen
Im 19. und 20. Jahrhundert wurden einige Entdeckungen eines zweiten Erdmondes publiziert, die jedoch in keinem Fall durch astronomische Nachbeobachtungen bestätigt werden konnten.

### Petit (1846)
Der französische Astronom Frédéric Petit (zu der Zeit Direktor der Sternwarte von Toulouse) gab 1846 die Entdeckung eines zweiten, extrem kleinen Mondes bekannt. Dieser sollte eine Umlaufzeit von 2 Stunden 44 Minuten aufweisen, bei einem Apogäum von 3570 km und einem Perigäum von lediglich 11,4 km über der Erdoberfläche. Diese Behauptung stieß unter Fachkollegen umgehend auf Skepsis und wurde zurückgewiesen.  So wandte Urbain Le Verrier ein, dass der Luftwiderstand in der genannten Perigäum-Höhe einer dauerhaft stabilen Bahn mit diesen Daten entgegenstehen würde. Petit hielt jedoch an seiner Entdeckung fest und begründete die Existenz 1861 in einer weiteren Veröffentlichung mit einem angeblich beobachteten Einfluss auf die Mondbewegung.

### Waltemath (1898, „Lilith“)

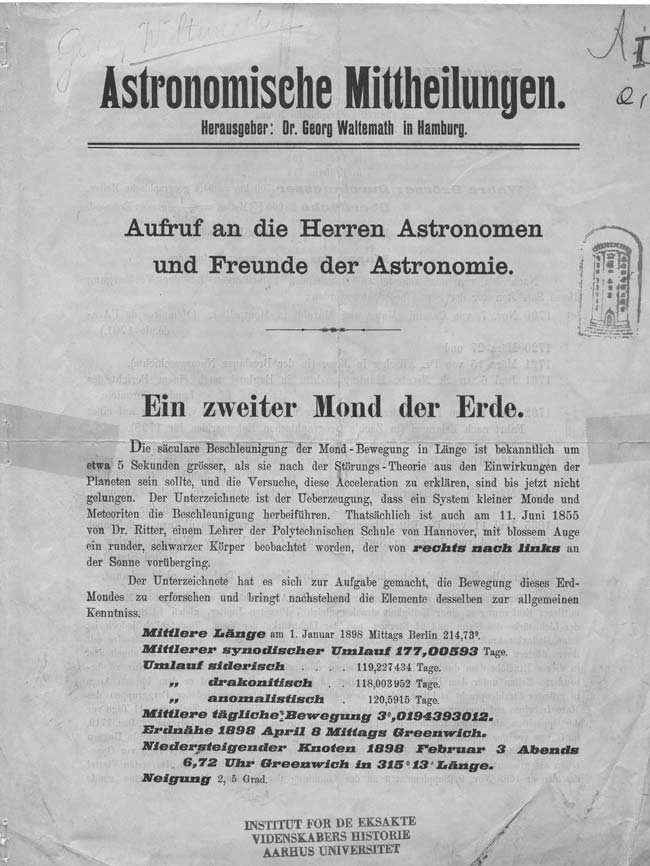
Waltemaths Bekanntgabe der Elemente des zweiten Mondes der Erde

Georg Waltemath aus Hamburg erregte 1898 mit der behaupteten Entdeckung eines zweiten Erdmondes Aufmerksamkeit, zumal er behauptete, für diesen würde kurzfristig ein Transit vor der Sonne zu beobachten sein. Dieser wurde dann von Fachastronomen nicht beobachtet, während etliche Amateurbeobachter den Transit tatsächlich zu sehen glaubten (möglicherweise beobachteten sie Sonnenflecken).
1918 wurde diese Entdeckungsbehauptung vom englischen Astrologen Sepharial (Walter Richard Old) aufgegriffen, der behauptete, dieser Himmelskörper existiere tatsächlich und sei sogar ähnlich groß wie der Mond, sei aber so dunkel, dass er überhaupt nur bei einem Transit vor der Sonne oder anderen Himmelskörpern beobachtet werden könne. (Physikalisch ist ein solcher Körper tatsächlich nicht möglich, da er absorbierte optische Strahlung als Wärmestrahlung wieder abgeben müsste und daher mit heutiger Beobachtungstechnik im Infraroten leicht auffindbar wäre.) Er gab ihm den Namen Lilith (nach der ersten Frau Adams in den Apokryphen) und sicherte durch diese einprägsame Namenswahl das dauerhafte Interesse von Astrologie-Anhängern an diesem Objekt. In den 1930er Jahren übertrug der französische Astrologe Dom Néroman (Pierre Rougié) den Namen „Lilith“ auf einen speziellen Punkt der Mondbahn, so dass das astrologische Konzept trotz der mittlerweile offensichtlichen Nichtexistenz des Himmelskörpers aufrechterhalten werden konnte.

## Zweiter Erdmond in der Fiktion
Jules Verne griff die Theorie eines zweiten Erdmondes, möglicherweise angeregt durch die Behauptungen von Frédéric Petit, in seinem 1870 erschienenen Roman Reise um den Mond auf. Hier wird das Raumschiff, welches die Astronauten von der Erde zum Mond bringen soll, von einem zweiten, asteroidengroßen Erdsatelliten abgelenkt, wodurch das Raumschiff den Mond verfehlt und nie bei ihm ankommt.
Die Handlung des 2009/10 erschienenen mehrbändigen Romans 1Q84 des japanischen Schriftstellers Haruki Murakami spielt sich größtenteils in einer parallelen Realität ab, deren Kennzeichen es ist, dass am Himmel dicht neben dem Mond stets ein zweiter kleinerer Mond zu sehen ist.
In dem US-amerikanischen Science-Fiction-Film Ein Riß in der Welt aus dem Jahre 1965 entsteht durch aus der Erde ausströmendes Magma ein zweiter Erdmond.
Der Comiczeichner Carl Barks ließ Dagobert Duck 1958 in der Geschichte Verlorenes Mondgold (Originaltitel: The Twenty-four Carat Moon) bei einem Weltraum-Wettrennen zu einem neu entdeckten Mond der Erde antreten. Dieser befindet sich im Schatten des bekannten Mondes und besteht aus purem Gold.